# Positions (음반)
《Positions》는 미국의 가수 아리아나 그란데의 여섯 번째 정규 음반이며, 2020년 10월 30일 리퍼블릭 레코드를 통해 발매되었다. 그란데는 이 음반에서 오랜 공동 작업자인 토미 브라운을 비롯해 빅토리아 모네, 테일라 팍스 등과 협업했다. "감정적 치유"에서 영감을 받은 그란데는 이 음반에서 자신의 보컬을 강조하고자 했다.
《Positions》는 성적 친밀감, 끌림, 로맨틱한 헌신 등의 주제를 중심으로 구성되었으며, 전작 《Sweetener》(2018)와 《Thank U, Next》(2019)의 트랩 기반 R&B 및 팝 사운드를 확장한다. 도자 캣, 더 위켄드, 타이 달라 사인이 피처링으로 참여했으며, 디럭스 버전에는 메건 디 스탤리언도 추가되었다. 발매 후 《Positions》는 대체로 호평을 받았으며, 그란데의 보컬 퍼포먼스는 특히 찬사를 받았지만, 가사와 프로덕션 스타일에 대해서는 일부 비판도 있었다. 여러 매체에서 2020년 최고의 음반 중 하나로 선정되었다.
타이틀곡 〈Positions〉는 리드 싱글로 발매되었으며, 빌보드 핫 100에서 1위로 데뷔해 그란데의 다섯 번째 미국 1위 곡이 되었다. 이로써 그란데는 핫 100에서 다섯 곡을 1위로 데뷔시킨 최초의 아티스트가 되었다. 또한 〈Positions〉는 2020년 그란데의 세 번째 핫 100 1위 곡이 되었으며, 앞서 〈Stuck with U〉와 〈Rain on Me〉가 같은 해 정상에 오른 바 있다. 음반의 14개 트랙은 모두 핫 100에 동시 진입했으며, 두 번째 싱글 〈34+35〉는 8위로 데뷔한 후, 도자 캣과 메건 디 스탤리언이 참여한 리믹스 발매 이후 2위까지 상승했다. 2021년에는 Vevo에서 진행한 라이브 퍼포먼스 시리즈와 함께 〈POV〉가 미국 라디오 싱글로 발매되며 추가로 프로모션이 진행되었다.
《Positions》는 빌보드 200에서 1위로 데뷔해 그란데의 다섯 번째 미국 1위 음반이 되었다. 2주 연속 정상의 자리를 지켰으며, 미국 음반 산업 협회(RIAA)로부터 플래티넘 인증을 받았다. 또한 2021년 미국에서 여덟 번째로 소비량이 많은 음반이 되었다. 그 외에도 아르헨티나, 캐나다, 크로아티아, 아일랜드, 리투아니아, 뉴질랜드, 노르웨이, 영국 등에서 1위를 차지했다. 《Positions》는 제64회 그래미 어워드(2022)에서 '최우수 팝 보컬 음반' 부문 후보에 올랐으며, 이를 통해 그란데는 켈리 클락슨과 함께 해당 부문 최다 후보 기록(각각 5회)을 세우게 되었다.

## 배경
2020년 4월 19일, 아리아나는 새로운 음악을 만들고 있다는 것을 밝혔다. 하지만 2020년 5월에 진행된 인터뷰에서 격리 기간 동안에는 음반을 발매하지 않을 것이라고 언급하였다. 2020년 10월 14일, 아리아나는 SNS를 통해 자신의 여섯 번째 정규 음반이 이번 달에 발매할 것이라고 밝혔다. 이후 3일 뒤에, 슬로 모션으로 "positions"라는 단어를 키보드로 타이핑하는 영상을 게재하였다. 그리고 같은 날에, 아리아나 그란데의 공식 웹사이트에서는 2020년 10월 23일과 10월 30일로 정해져 있는 카운트다운이 공개되었다. 2020년 10월 23일, 아리아나는 트위터를 통하여 음반이 10월 30일에 공개된다는 소식과 함께 커버 아트를 공개하였다.

## 홍보
리드 싱글인 〈Positions〉가 2020년 10월 23일 발매되었다. 또한 뮤직 비디오도 같은 날에 공개되었다.

## 곡 목록

### 스탠다드
| #            | 제목                                 | 재생 시간 |
| ------------ | ------------------------------------ | --------- |
| 1.           | 〈Shut Up〉                          | 2:37      |
| 2.           | 〈34+35〉                            | 2:53      |
| 3.           | 〈Motive (with Doja Cat)〉           | 2:47      |
| 4.           | 〈Just like Magic〉                  | 2:29      |
| 5.           | 〈Off the Table (with The Weeknd)〉  | 3:59      |
| 6.           | 〈Six Thirty〉                       | 3:04      |
| 7.           | 〈Safety Net (feat. Ty Dolla Sign)〉 | 3:28      |
| 8.           | 〈My Hair〉                          | 2:38      |
| 9.           | 〈Nasty〉                            | 3:20      |
| 10.          | 〈West Side〉                        | 2:12      |
| 11.          | 〈Love Language〉                    | 2:59      |
| 12.          | 〈Positions〉                        | 2:52      |
| 13.          | 〈Obvious〉                          | 2:28      |
| 14.          | 〈POV〉                              | 3:21      |
| 총 재생 시간 | 총 재생 시간                         | 41:07     |